# Nombre de Stokes

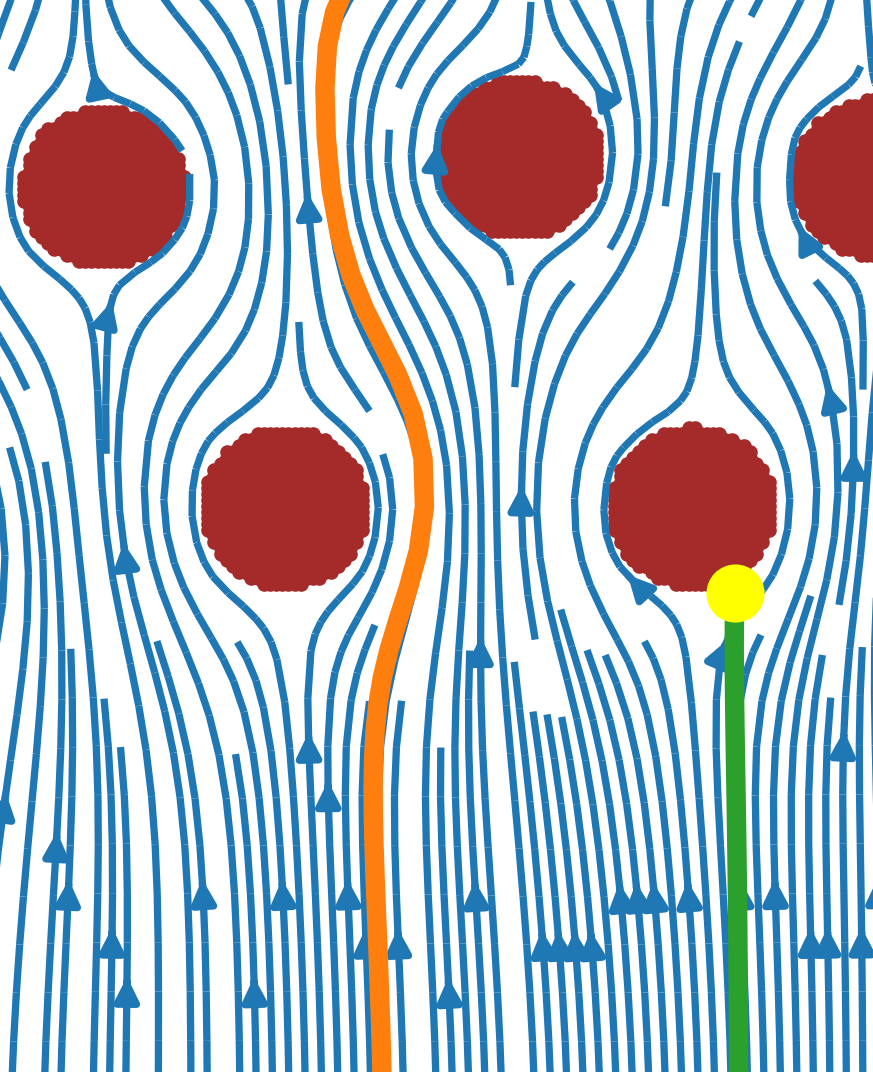
Illustration de l'effet de la variation du nombre de Stokes. Les trajectoires orange et verte correspondent respectivement à un petit et à un grand nombre de Stokes.Le tracé orange est celui d'une particule dont le nombre de Stokes est inférieur à un, elle suit les lignes de courant (bleues). Tandis que le tracé vert correspond à un nombre de Stokes supérieur à un, la particule ne suit pas les lignes de courant. Cette particule entre en collision avec l'un des obstacles (cercles bruns) au point indiqué en jaune.

 (novembre 2019).
Si vous disposez d'ouvrages ou d'articles de référence ou si vous connaissez des sites web de qualité traitant du thème abordé ici, merci de compléter l'article en donnant les références utiles à sa vérifiabilité et en les liant à la section « Notes et références ».
Pour les articles homonymes, voir Stokes.
Le nombre de Stokes ({\displaystyle {St}}) est un nombre sans dimension utilisé en dynamique des fluides pour étudier le comportement d'une particule dans un fluide. Il représente le rapport entre l'énergie cinétique de la particule et l'énergie dissipée par frottement avec le fluide.
Ce nombre porte le nom de George Gabriel Stokes, physicien et mathématicien irlandais.
On le définit de la manière suivante :
{\displaystyle {St}={\frac {1}{18}}\,{\frac {\rho _{p}{d_{p}}^{2}v}{\mu L_{c}}}},
avec :
- {\displaystyle \textstyle \rho _{p}} : Masse volumique de la particule ;
- {\displaystyle \textstyle d_{p}} : Longueur caractéristique de la particule ;
- {\displaystyle \textstyle v} : Vitesse du fluide ;
- {\displaystyle \textstyle \mu } : Viscosité dynamique du fluide ;
- {\displaystyle \textstyle L_{c}} : Longueur caractéristique.

On utilise ce nombre pour déterminer le comportement d'une particule dans un fluide face à un obstacle et notamment pour savoir si la particule va contourner l'obstacle en suivant le mouvement du fluide ou si elle va percuter l'obstacle.